# Lehigh Valley AVA
Lehigh Valley AVA (anerkannt seit dem 11. März 2008) ist ein Weinbaugebiet im US-Bundesstaat Pennsylvania. Das Gebiet erstreckt sich im Tal des Lehigh River auf die Verwaltungsgebiete von Lehigh County, Northampton, Berks County, Schuylkill County, Carbon County und Monroe County.  Innerhalb des Tals liegen die Rebflächen bei der Stadt Jim Thorpe bis Easton.
Trotz der bescheidenen Größe der bestockten Rebflächen liefert das Gebiet 15 bis 20 Prozent des Traubenmaterials von Pennsylvania.
Das insgesamt kühle Weinbauklima wirkt sich in der Wahl der Rebsorten aus. Neben sehr winterharten und frühreifenden französischen Hybridreben oder lokalen Neuzüchtungen fällt die Wahl auch auf frühreifende europäische Edelreben, ⁣⁣um die Qualität der Weine zu verbessern.